# 1/3 no Junjō na Kanjō
"1/3 no Junjō na Kanjō" (1/3の純情な感情) é uma canção da banda japonesa de rock Siam Shade, lançada como single em 27 de novembro de 1997. A música título foi usada como sexto tema de encerramento da série de anime Rurouni Kenshin e faz parte do álbum Siam Shade IV - Zero, lançado em 12 de janeiro de 1998. 
É a canção mais conhecida e mais vendida da banda, atingindo o terceiro lugar na Oricon Singles Chart e foi o 31º single mais vendido de 1998 no Japão, com 698.520 cópias vendidas. Até 2016, esse número cresceu para mais de 800.000 cópias. Foi certificado pela RIAJ como disco de ouro em dezembro de 1997 e disco de platina em janeiro de 1998. "1/3 no Junjō na Kanjō" também foi incluída no álbum de compilação com várias bandas The Original, que reuniu canções importantes da geração dos anos 90 do movimento visual kei.

## Faixas
| N.º            | Título                                     | Duração |  |
| 1.             | "1/3 no Junjō na Kanjō" (1/3の純情な感情)  | 3:43    |  |
| 2.             | "D.D.D"                                    | 3:30    |  |
| 3.             | "1/3 no Junjō na Kanjō (Original Karaoke)" | 3:43    |  |
| Duração total: | Duração total:                             | 10:56   |  |

## Versões cover
A banda Flow gravou uma versão cover de "1/3 no Junjō na Kanjō" e lançou como single em 9 de março de 2011. A gravação conta com a participação do guitarrista principal do Siam Shade, Daita. Este single alcançou vigésima posição na parada da Oricon e ficou por 4 semanas.
Para o álbum de tributo Siam Shade Tribute, lançado em outubro de 2010, "1/3 no Junjō na Kanjō" foi tocada por Acid Black Cherry e também por Jani Lane, que gravou uma versão em inglês. Na compilação de covers em homenagens a artistas visual kei Crush! 90's V-Pop Best Hit Cover Songs, lançada em 2011, "1/3 no Junjō na Kanjō" foi reproduzida por Nogod.